# Forum Wissenschaft & Umwelt
Das Forum Wissenschaft & Umwelt (früher Forum österreichischer Wissenschaftler für Umweltschutz, auch Umweltforum) ist eine Vereinigung von  Wissenschaftlern in Österreich mit dem Ziel, fachübergreifende Beiträge für eine zukunftsverträgliche Entwicklung von Umwelt, Gesellschaft und Wirtschaft zu leisten. Der Verein hat einen Sitz in Wien und Innsbruck. Das Forum ist vom Bundesministerium für Klimaschutz, Umwelt, Energie, Mobilität, Innovation und Technologie als Umweltorganisation nach § 19 Abs. 7 UVP-G 2000 für ganz Österreich seit dem Jahr 2005 zugelassen.

## Geschichte
1985 wurde das Forum österreichischer Wissenschaftler für Umweltschutz gegründet, die Bezeichnung wurde später geändert. Gründungspräsident und langjähriger Präsident des Vereins war Rupert Riedl.
Der entscheidende Impuls für die Gründung kam von den für die österreichische Umweltgeschichte so bedeutsamen Ereignissen in der Hainburger Au an der Wende der Jahre 1984/1985, als Umweltaktivisten durch die gewaltlose Besetzung des Donau-Auwaldes östlich von Wien einen geplanten Kraftwerksbau an dieser Stelle verhinderten und damit die Voraussetzung für den Nationalpark Donau-Auen schufen. Der Schutz der Donau-Auen blieb eine Aufgabe des Forums und wurde 2021 im Rahmen des Bauprojekts „Lobau-Tunnel“ erneut ein öffentlichkeitswirksames Arbeitsfeld.
Die Hauptziele und -arbeitsschwerpunkte fanden sich dort, wo die beiden Systeme Wissenschaft und Politik aneinander stießen: Es ging darum, wissenschaftlichen Erkenntnissen über ökologische Zusammenhänge Eingang in politisches Handeln zu verschaffen (Politikberatung, Umweltgesetzgebung) und selektiven, parteiischen Gebrauch von wissenschaftlichem Wissen im Umweltbereich zu verhindern. Unter anderem erarbeitete es Zielvorstellungen für die Errichtung von Nationalparks. So war das Forum beispielsweise 1986 Mitglied des Vereins zur Förderung und Planung des Nationalpark Donau-Auen.

## Organisation und Vernetzung
Derzeit etwa 200 ordentliche Mitglieder (1998: etwa 400 Mitglieder) bringen ihre Erkenntnisse und Beiträge in das Forum ein.
Das Wiener Büro dient dabei als Kommunikationszentrum und Drehscheibe und beschafft die für die Vereinsarbeit notwendigen Mittel über Beiträge und Förderungen.
Das Forum ist Mitgliedsorganisation im österreichischen Umweltdachverband. Weiter zählt es zu den 19 Mitgliedern des Ökobüro – Allianz der Umweltbewegung. Es ist Partner der Plattform: „Flüsse voller Leben“, die es sich zum Ziel gesetzt hat, intakte Fließgewässer in Österreich zu schützen und Bündnisorganisation des österreichischen Aktionsbündnis AbFaNG (Aktionsbündnis für Frieden, aktive Neutralität & Gewaltfreiheit).
Das Forum unterhält mit Stand 2021 zwei Arbeitsgruppen: die AG Wildtiere und die AG Pestizide. Der Sprecher der AG Wildtiere Kurt Kotrschal publiziert regelmäßig zu diesbezüglicher Thematik in der Reihe Mit Federn, Haut und Haar in Die Presse. Laut Kotschral ist es Ziel der AG, Medien und Politik gesichertes Wissen zu Wildtieren, wie Fischotter, Bär, Wolf oder Luchs an die Hand zu geben, da diese oftmals „im Kreuzfeuer der öffentlichen Berichterstattung“ stehen. Seine Rolle als Sprecher der Arbeitsgruppe sieht er darin, beizutragen, den oftmals irrationalen Diskurs in dieser Angelegenheit zu versachlichen.

## Präsidium
Das Präsidium besteht aus
- Reinhold Christian
- Helga Kromp-Kolb
- Peter Weish

Daneben gibt es noch vier Vizepräsidenten, darunter Hermann Knoflacher und Ferdinand Kerschner.

## Arbeitsschwerpunkte
- Von 1999 bis 2011 gab das Forum die fachübergreifende Reihe Wissenschaft & Umwelt Interdisziplinär mit insgesamt 14 Ausgaben heraus. Sie wird laut Worldcat in 12 Bibliotheken geführt.[20] Die 14. Ausgabe mit dem Titel Demokratie & Umweltkrise - brauchen wir mehr Mitbestimmung von Rita Trattnig, die als Buch konzipiert ist, wird nach Worldcat in 21 Bibliotheken bereitgehalten, darunter auch in den USA und Großbritannien.[21]
- Publikationen zu aktuellen Themen aus der Perspektive verschiedener Fachbereiche
- Erstellung von anlassbezogenen Pressetexten und Stellungnahmen zu aktuellen Entwicklungen oder Ereignissen,[22] wie beispielsweise zum Bauprojekt Lobautunnel in Wien,[6][23] zur Energieproduktion[24][25][26] oder zum Zustand der Nationalparks in Österreich.[27][28]
- Erstellung von fachübergreifenden, anlass- und problembezogenen Gutachten, Expertisen und Studien
- Wissenschaftliche Projekte im Umweltbereich
- Beratung von Entscheidungsträgern
- Organisation von Diskussionsveranstaltungen, internen Workshops und Arbeitskreisen

## Publikationen (Auswahl)
- André Gazsó, Sabine Greßler, Fritz Schiemer: nano. Chancen und Risiken aktueller Technologien. Springer, Wien, New York 2007, ISBN 978-3-211-48644-3.
- Uncertainty. Vorsorgeorientierte Risikoabschätzung von GVO. Wissenschaft & Umwelt spezial, 2001.
- Gentechnik in der Landwirtschaft. Vorarbeiten für eine umfassende Technikfolgeabschätzung. Wissenschaft & Umwelt spezial, 1999.
- Gentechnik. Kritische Überlegungen zu einer Anwendung von Gentechnik in der Landwirtschaft und Lebensmittelproduktion. Reihe Umweltforum, 1997.
- Naturschutz. Der steirische Brauch. Reihe Umweltforum, 1996.